# اللهینا
اللهینا (به لاتین: Allahina) یک سکونتگاه مسکونی در مالی است که در استان کولیکورو واقع شده‌است.

## خصوصیات
اللهینا ۱٬۵۵۱ کیلومترمربع مساحت و ۱۱٬۶۷۳ نفر جمعیت دارد.